# Hugo von Lannoy

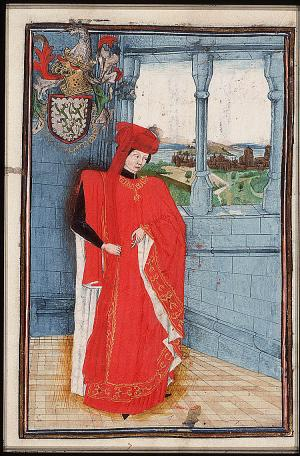
Hugo van Lannoy im Wappenbuch des Ordens vom Goldenen Vlies. Auf dem Wappenschild sind drei grüne Löwen auf silbernem Grund als Wappen des Hauses Lannoy zu erkennen.

Hugo von Lannoy (niederländisch: Huyghe bzw. Hugo van Lannoy, französisch.: Hue bzw. Hugues de Lannoy), Herr von Santes  (* 1384; † 1. Mai 1456) war ein Angehöriger des westflämischen Adels, der in der ersten Hälfte des 15. Jahrhunderts in Diensten der burgundischen Herzöge stand.

## Leben
Hugo von Lannoy entstammte dem jüngeren Zweig des flämischen Adelsgeschlechts Lannoy (frz.: Maison de Lannoy). Schon als junger Ritter zog er nach Palästina, um im Heiligen Land zu kämpfen und nahm ebenfalls an einem Feldzug gegen die Tataren teil. Nachdem er von seiner Reise in den Osten zurückgekehrt war, stellte er sich in den Dienst von Johann Ohnefurcht, der ebenfalls Erfahrungen auf Feldzügen im Osten gesammelt hatte. Johann, der Flandern von seiner Mutter Margarete geerbt hatte und von seinem Vater Burgund, war in die Machtkämpfe um die Herrschaft im damaligen Frankreich tief verwickelt. Obwohl mit den Anhängern des Herzog von Orleans (Armagnacs) verfeindet, zog man mehr oder weniger gemeinsam gegen den englischen König in den Kampf.
So kämpfte Hugo von Lannoy im Herbst 1415 ebenso wie sein Bruder Ghillebert in der Schlacht von Azincourt mit den burgundischen Truppen (Bourguignons) etwas halbherzig auf Seiten der Franzosen gegen die englischen Truppen. Die Franzosen wurde dementsprechend vernichtend geschlagen und Hugo geriet in Gefangenschaft. Er kam jedoch bald wieder frei und als im Jahr 1419, vier Jahre nach der Schlacht, Johann Ohnefurcht von der Gegenpartei umgebracht wurde, war Lannoy in der Folge unter dessen Nachfolger, Philipp dem Guten, in diplomatischen Missionen tätig.
So vermittelte er in den Turbulenzen, die durch die Eheschließung der Nichte von Johann Ohnefurcht Jacoba von Baiern mit Humphrey von Gloucester im Jahr 1422 entstanden waren. Die kinderlose Ehe wurde jedoch bereits 1428 für nichtig erklärt und es wurde vereinbart, dass Jacoba von Baiern eine erneute Heirat mit dem Herzog absprechen müsse. Als sie jedoch im Juli 1432 heimlich und damit vertragswidrig Frank van Borsselen geheiratet hatte und Philipp der Gute als Reaktion darauf die Grafschaften Holland, Zeeland und Hennegau in Besitz nahm, wurde Hugo im Jahr darauf (1433) als Statthalter des Herzogs von Burgund für Holland und Zeeland eingesetzt. Er blieb dies bis zum Jahr 1440.
Gemeinsam mit seinen jüngeren Brüdern Ghillebert und Bauduin wurde Hugo unter die ersten 24 Ritter in den Orden vom Goldenen Vlies bei dessen Gründung im Jahr 1430 durch Philipp dem Guten aufgenommen, was seine Bedeutung in der burgundischen Hofhierarchie unterstreicht.
Hugo starb 1456 kinderlos und wurde im damals südflandrischen Rijsel (das heutige Lille) begraben. Da er keine direkten Erben hinterlassen hatte, trug sein Bruder Ghillebert ab 1456 den Titel Herr von Santes.

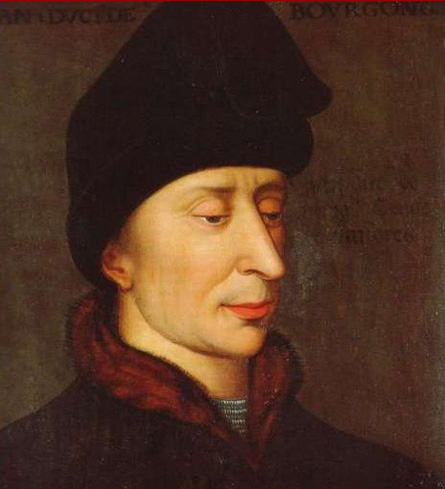
Herzog Johann Ohnefurcht (reg. 1404–1419)
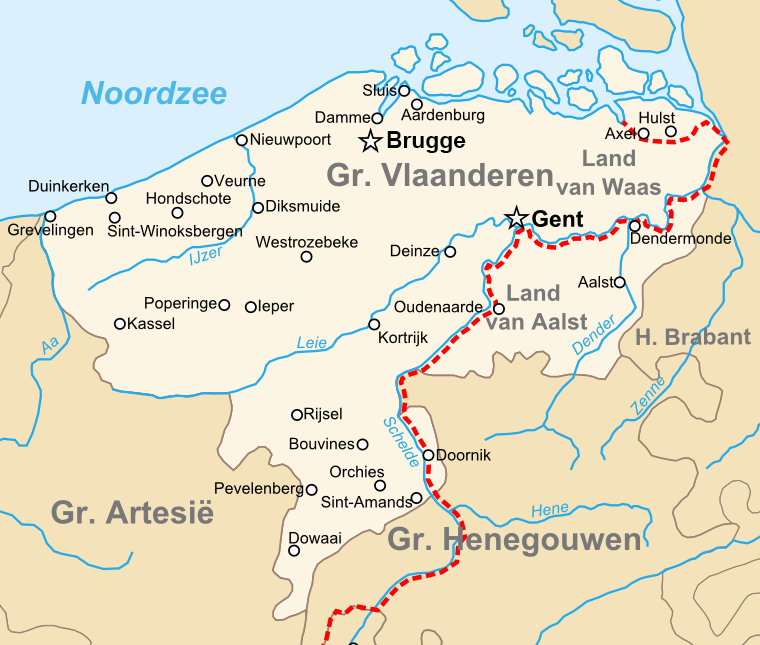
Die Grafschaft Flandern in der zweiten Hälfte des 14. Jahrhunderts
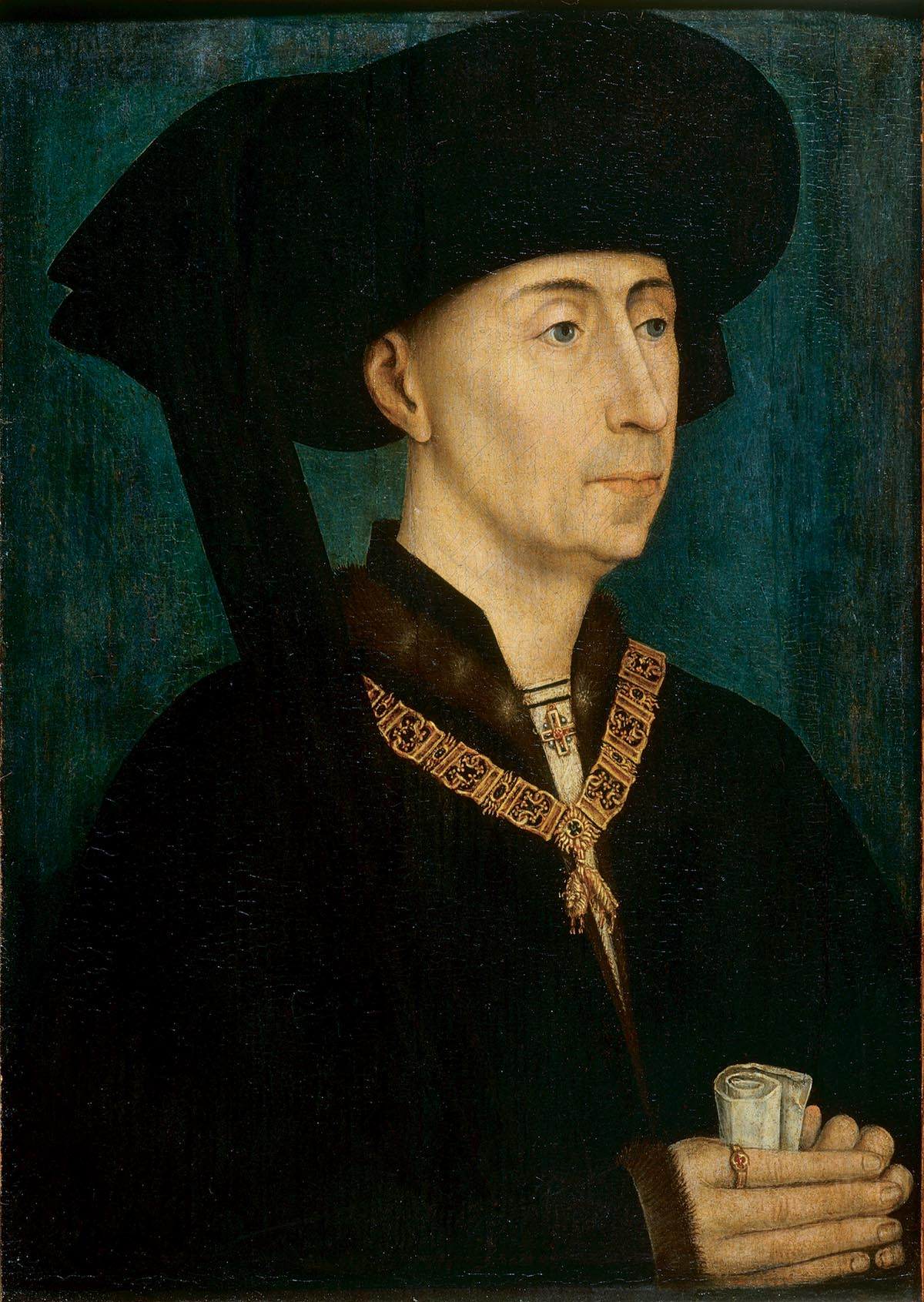
Herzog Philipp der Gute (reg. 1419–1467)
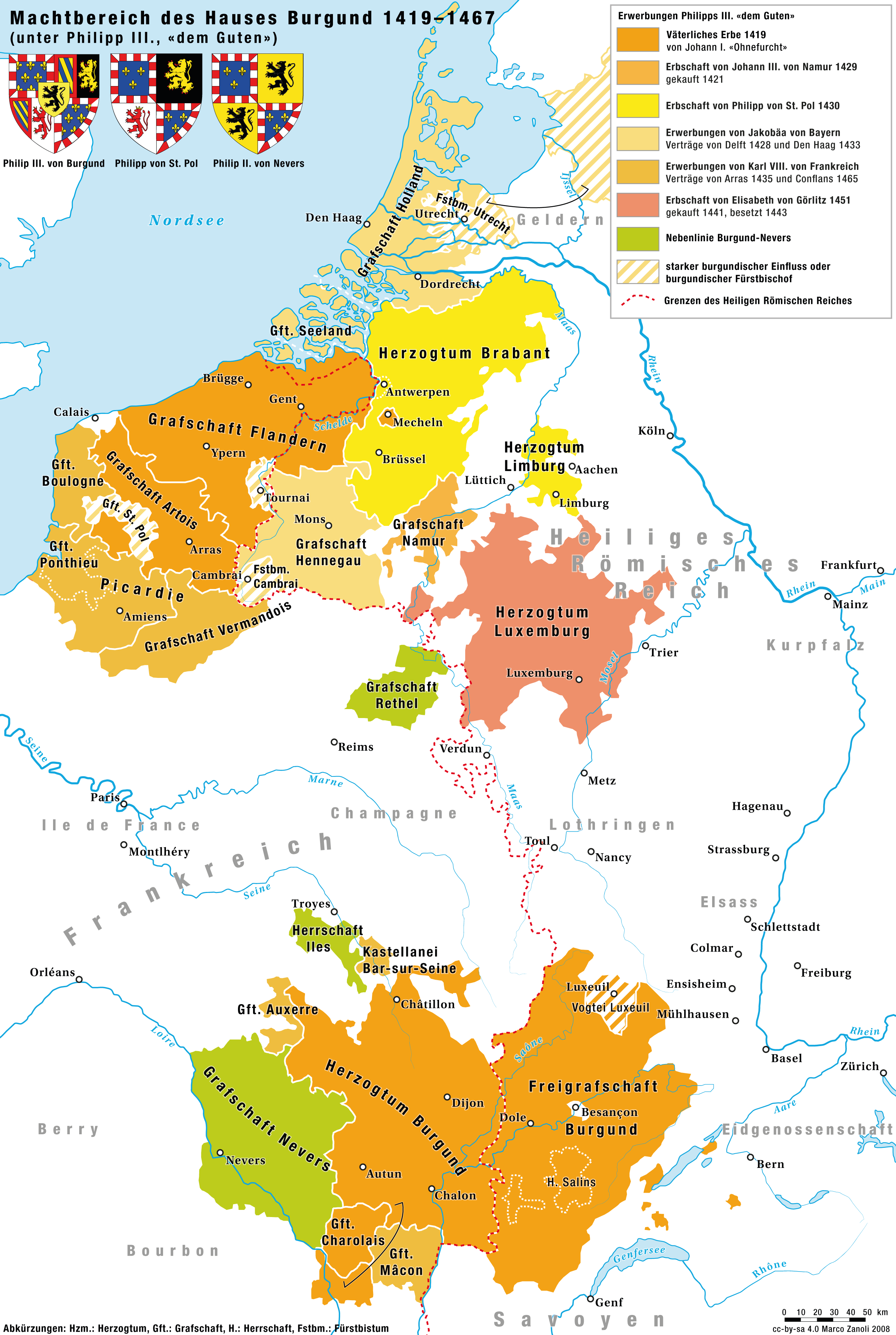
Burgundische Ausweitung (Holland, Zeeland u. a.) unter Philipp dem Guten
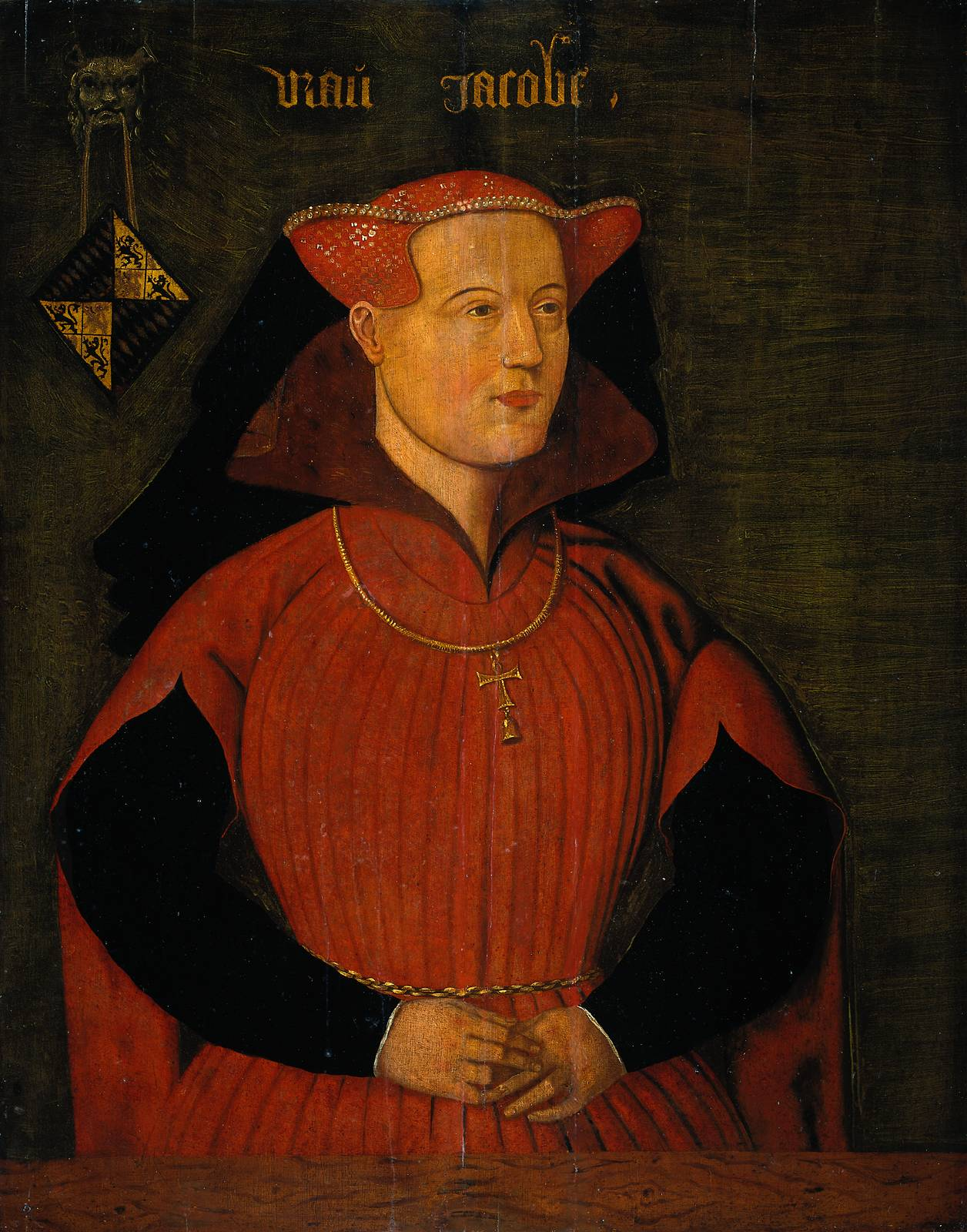
Jacoba von Baiern (1401–1436)
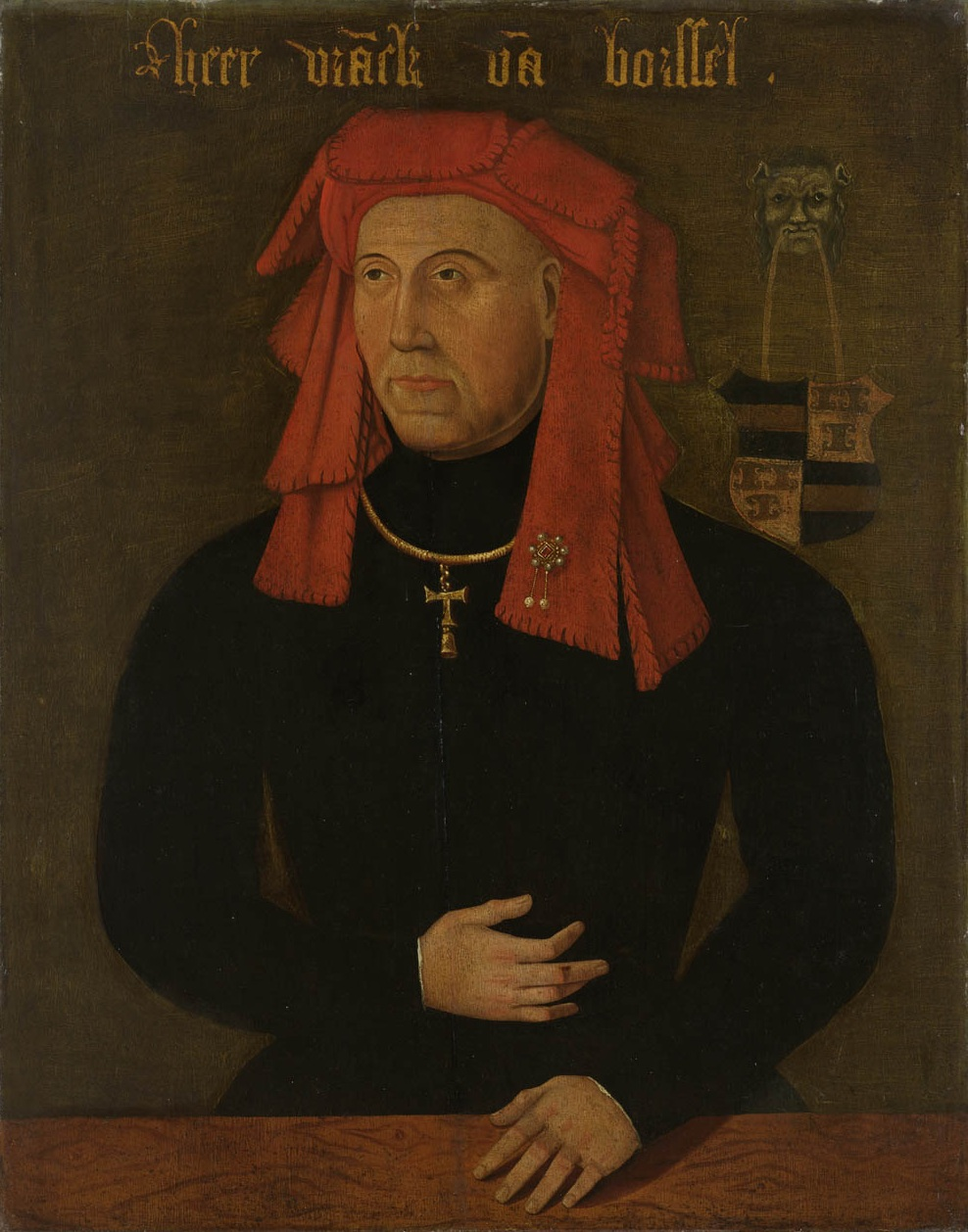
Frank von Borsselen (1396–1470)

## Nachweise
1. ↑  Holzschuh-Hofer: Die Feuereisen-Symbolik: Ihre Voraussetzungen bei Johann ohne Furcht und die Einführung unter Philipp dem Guten

| Personendaten    | Personendaten                        |
| ---------------- | ------------------------------------ |
| NAME             | Hugo von Lannoy                      |
| ALTERNATIVNAMEN  | Hugo van Lannoy                      |
| KURZBESCHREIBUNG | Angehöriger des westflämischen Adels |
| GEBURTSDATUM     | 1384                                 |
| STERBEDATUM      | 1. Mai 1456                          |